# Francisco Podestá
Francisco Podestá (Villaguay, Entre Ríos; 10 de septiembre de 1862 - Rosario, Santa Fe; 9 de agosto de 1912) fue un educador, escritor, periodista, paleontólogo y gobernante argentino.

## Su vida

### Su familia
Francisco Podestá nació en 10 de septiembre de 1862 en Villaguay, Entre Ríos, Argentina. Su padre fue Esteban Podestá,
un marinero genovés llegado de Italia, comenzó su tarea de panadero con un horno al aire libre y unas libras de harina. Se casó con Adelaida Fernández en 1857.

### Su juventud
Recibió la única instrucción del maestro español Marcos Razquin, que lo introdujo en sus futuras ideas liberales y masónicas, alternándola con amasar, 
repartir y vender el pan de la panadería de su familia.
Apenas adolescente perdió a su padre y por un tiempo se hizo orillero y estuvo fuera de la ley. Abandonó esa vida y junto a su hermano se hicieron cargo del hogar; hasta que se aficionó por la biblioteca de Villaguay (donada por Sarmiento). De ella leyó Ciencias Naturales, Historia, Filosofía, Ciencias Exactas, y demás conocimientos plenos. Aprendió química con Don Julio Mollajoli. Herborizó en la Selva de Montiel, descubrió muelas de mastodontes en las barrancas del Villaguay e intercambió correspondencia con Florentino Ameghino.

### Su vida de adulto
A los 25 años (1887) fundó el periódico «El Trabajo». 
Fue apaleado brutalmente por la policía por el delito de ser opositor. Salvó la vida, pero nunca recuperó la salud. Fue acusado varias veces por delitos de imprenta. Se le condenó por injurias. Para responder a las costas se le vendió la imprenta. Volvió a la panadería y en 1889 fundó una escuela primaria privada. 
En 1890 se traslada a Concordia, donde trabaja como redactor del «Amigo del Pueblo», diario de Fernando Méndez. En 1891 funda el Instituto Sarmiento (externo e interno, primario y secundario). «Creo que esa casa ha hecho el ensayo más serio de educación integral entre nosotros», dice Martín Herrera. Podestá en su superación siguió la escuela de Torres, leyó a Auguste Comte y fue positivista En el Instituto Sarmiento fundó un museo, al que contribuyó con más de 100 cráneos, 30  esqueletos, cajas de insectos, aves y mamíferos embalsamados, fichas antropométricas y observaciones psicológicas del niño. En los talleres de trabajo manual se enseñaba alfarería, cartonado y encuadernación. Además de periodista, fue viñatero. Por esa época escribió «Edmundo», un ensayo de pedagogía integral. El actual Parque Mitre de la ciudad de Concordia fue fundado por él. En 1896, invitado por J. Alfredo Ferreyra, presidente del Consejo de Educación de la Provincia de Corrientes, se trasladó a esa provincia como Director de la Escuela Popular de Curuzú Cuatiá, cargo que ejerció durante 14 años. Fundó y dirigió «Nuevos rumbos». Fue Intendente Municipal de la ciudad. Entre sus obras se cuentan la provisión de agua potable a la ciudad, la creación de un parque con un bosque artificial y del barrio popular Centenario, construido por sus propios habitantes, a los que se les proveyó de los elementos de construcción. En Curuzú continuó con sus excavaciones, nombrando como Ameghinoterium a uno de los fósiles encontrados. Asimismo, elaboró una reseña geográfica y geológica de Corrientes. En 1910, a pedido del educador Martín Herrera, se estableció en Rosario, como profesor de la Escuela Normal n.° 2. En esa ciudad murió el 9 de agosto de 1912.